# スティーヴ・ドーフ
スティーヴ・ドーフ（Steve Dorff、1949年4月21日 - ）は、アメリカ合衆国のピアニスト、音楽家。ニューヨーク州ニューヨーク出身。多くの映画音楽を制作している。
息子は俳優のスティーヴン・ドーフ。

## フィルモグラフィ
- 『ブロンコ・ビリー』 - Bronco Billy (1980年)
- 『ダーティファイター 燃えよ鉄拳』 - Any which Way You can (1980年)
- Waltz Across Texas (1982年)
- 『センチメンタル・アドベンチャー』 - Honkytonk Man (1982年)
- 『Mr.早射ちマン』 - Rustlers' Rhapsody (1985年)
- 『私立探偵スペンサー』 - Spenser: For Hire (1985年-1988年) ※テレビシリーズ
- 『新・手錠のままの脱獄』 - The Defiant Ones (1986年) ※テレビ映画
- 『バック・トゥ・ザ・ビーチ』 - Back to the Beach (1987年)
- 『アウトロー無宿/ライフルヒート』 - The Quick and The Dead (1987年) ※テレビ映画
- 『ティーンバンパイヤ』 - My Best Friend Is a Vampire (1987年)
- 『若すぎた英雄』 - Too Young The Hero (1988年) ※テレビ映画
- 『ピンク・キャデラック』 - Pink Cadillac (1989年)
- 『帰ってきた警部マクロード』 - The Return of Sam McCloud (1989年) ※テレビ映画
- 『新・刑事コロンボ/影なき殺人者』 - Columbo: The Murder of A Rock Star (1991年) ※テレビ映画
- 『ピュア・カントリー』 - Pure Country (1992年)
- 『クローム・ソルジャー』 - Chrome Soldiers (1992年) ※テレビ映画
- Breaking Free (1995年)
- Coyote Summer (1996年)
- The Undercover Kid (1996年)
- 『ダーク・ハイウェイ』 - Moonshine Highway (1996年)
- Lunker Lake (1997年)
- 『テキサス、ポップ81』 - Dancer, Texas Pop. 81 (1998年)
- 『タイムトラベラー きのうから来た恋人』 - Blast from the Past (1999年)
- 『ダドリーの大冒険』 - Dudley Do-Right (1999年)
- The Cactus Kid (2000年)
- 『カウボーイ・ダディ/父の選択』 - A Father's Choice (2000年) ※テレビ映画
- 『愉快なシーバー家 ママの選挙運動』 - The Growing Pains Movie (2000年) ※テレビ映画
- Mi Amigo (2002年)
- 『ELVIS エルヴィス』 - Elvis (2005年) ※テレビ映画
- 『旅立ちの朝 すべては君のために』 - Jake's Corner (2008年)
- Pure Country 2: The Gift (2010年)
- The Meanest Man in Texas (2017年)
- Dead Man's Hand (2023年)
- The Legend of Van Dorn (2025年)